# Marathon (Florida)
Marathon is een plaats (sinds 1999 een incorporated city) in de Amerikaanse staat Florida, Monroe County. De stad is gelegen in het midden op de Florida Keys, verspreid over meerdere eilanden. Marathon telt 10.255 inwoners (2000) op een landoppervlakte van 22,4 km².
Marathon omvat de eilanden Boot Key, Knight Key, Hog Key, Vaca Key, Stirrup Key, Crawl Key, Little Crawl Key, East and West Sister’s Island, Deer Key, Fat Deer Key, Long Point Key en Grassy Key.
De naam Marathon dateert uit de tijd dat de Florida East Coast Railroad werd aangelegd, en was volgens de spoorwegwerkers een 'marathon'-klus om aan te leggen. Later werd Marathon de naam van het eerste station van het traject.
Marathon grenst aan de Seven Mile Bridge.

## Plaatsen in de nabije omgeving
De onderstaande figuur toont nabijgelegen plaatsen in een straal van 48 km rond Marathon.

## Overleden
- Max Yasgur (1917-1973), Amerikaanse boer